# Täljö
Täljö est une localité de Suède dans la commune d'Österåker située dans le comté de Stockholm.
Sa population était de 664 habitants en 2019.